# Batu Anam
Batu Anam is een bestuurslaag in het regentschap Asahan van de provincie Noord-Sumatra, Indonesië. Batu Anam telt 4451 inwoners (volkstelling 2010).